# Geoff Hutt
Geoffrey Hutt (sinh ngày 28 tháng 9 năm 1949) là một cựu cầu thủ bóng đá chuyên nghiệp người Anh born in Hazelwood, Duffield, Derbyshire, thi đấu ở vị trí hậu vệ trái ở Football League cho Huddersfield Town, Blackburn Rovers, York City và Halifax Town, và ở Eredivisie cho Haarlem.